# 短柄山桂花
短柄山桂花（学名：Bennettiodendron brevipes），为大风子科山桂花属下的一个植物变种。